# 2972 Niilo
2972 Niilo este un asteroid din centura principală, descoperit pe 7 octombrie 1939 de Yrjö Väisälä.